# Colombia International
Die Colombia International sind die offenen internationalen Meisterschaften von Kolumbien im Badminton. Sie werden seit 2009 ausgetragen und sind damit eine der jüngsten internationalen Badmintonmeisterschaften überhaupt. 2015 wurden auch erstmals internationale Meisterschaften für Junioren ausgetragen.

## Die Sieger
| Saison    | Herreneinzel          | Dameneinzel           | Herrendoppel                       | Damendoppel                             | Mixed                              |
| --------- | --------------------- | --------------------- | ---------------------------------- | --------------------------------------- | ---------------------------------- |
| 2009      | Daniel Paiola         | Katherine Winder      | David Neumann Mathew Fogarty       | nicht ausgetragen                       | Mario Cuba Katherine Winder        |
| 2010      | Rodrigo Pacheco       | Claudia Rivero        | Pablo Aguilar Bruno Monteverde     | Cristina Aicardi Claudia Rivero         | Rodrigo Pacheco Claudia Rivero     |
| 2011      | Andrés Corpancho      | Barbara Matias        | Mathew Fogarty Nicholas Jinadasa   | Daneysha Santana Luz María Zornoza      | Andrés Corpancho Renata Carvalho   |
| 2012      | abgesagt              | abgesagt              | abgesagt                           | abgesagt                                | abgesagt                           |
| 2013      | Raul Pineda Rodriguez | Lesly Moncayo Fajardo | nicht ausgetragen                  | nicht ausgetragen                       | nicht ausgetragen                  |
| 2014      | Humblers Heymard      | Telma Santos          | Humblers Heymard Adams Rodríguez   | Katherine Winder Luz María Zornoza      | Andrés Corpancho Luz María Zornoza |
| 2015      | Bjorn Seguin          | Jeanine Cicognini     | Daniel Paiola Alex Tjong           | Ana Paula Campos Fabiana Silva          | Alex Tjong Fabiana Silva           |
| 2016      | Rubén Castellanos     | Nikte Sotomayor       | Rubén Castellanos Anibal Marroquín | Angela Ordoñez Magly Villamizar Ordonez | Jonathan Solís Nikte Sotomayor     |
| 2017 2024 | nicht ausgetragen     | nicht ausgetragen     | nicht ausgetragen                  | nicht ausgetragen                       | nicht ausgetragen                  |